# Municipio de Ciudad Vieja
Municipio de Ciudad Vieja är en kommun i Guatemala.   Den ligger i departementet Departamento de Sacatepéquez, i den sydvästra delen av landet, 30 km sydväst om huvudstaden Guatemala City.